# شيوى بي دونغ
 شيوى بي دونغ هو مؤلف موسيقي صيني ولد في الأول من يناير في عام 1954 في مدينة دا ليان مقاطعة لياو نينغ. وعمل عازفاً أولاً على فيولونسيل وقائداً موسيقياً ومؤلفاً في فرقة الغناء والرقص التابع لمنطقة فو تشو العسكرية جنوب الصين اعتباراً من عام 1970. التحق بكلية  التلحين بالمعهد الموسيقي المركزي الصيني في عام 1976 . وفي عام 1985، عمل ملحناً وقائداً موسيقياً في دار الأوبرا الصينية. وإنه ملحن على المرتبة الأولى الوطنية، ونائب رئيس الجمعية الصينية للموسيقى الخفيفة. وانتخب مرتين ضمن أبرز الملحين العشرة الصينيين في عام 1992 وعام 1996، ونال جائزة الإسهام للملحنين الصينيين خلال عشرين سنة وجائزة الإسهام في أوساط الموسيقى الحديثة الصينية في عام 1996.